# Звёздная величина
Звёздная величина́ (иногда блеск) — безразмерная числовая характеристика светимости или яркости объекта, широко используемая в астрономии. Может указываться как число с пометкой m справа сверху от числа, например, 5m (от лат. magnitudo — «величина»).
Существуют различные шкалы звёздных величин, однако все они имеют логарифмический вид, и в любом случае, чем ярче объект, тем ниже его звёздная величина. Отличие на 5 звёздных величин, вне зависимости от системы, соответствует отношению соответствующих показателей, равному 100, отличие на одну величину — в {\displaystyle {\sqrt[{5}]{100}}\approx 2{,}512} раза.
Видимая звёздная величина (обозначается {\displaystyle m}) характеризует освещённость, создаваемую объектом. Она описывает восприятие яркости объекта наблюдателем, что зависит не только от собственной светимости источника, но и от других условий, например, его удалённости от наблюдателя. Зависимость видимой звёздной величины от освещённости выражается формулой Погсона:
{\displaystyle m=-2{,}5\,\lg {\frac {E}{E_{0}}},}
где {\displaystyle E} — освещённость, создаваемая объектом, {\displaystyle E_{0}} — нуль-пункт шкалы, то есть значение освещённости, для которого звёздная величина принята равной нулю, {\displaystyle \lg } — десятичный логарифм. На практике звёздные величины обычно измеряются путём сравнения с эталонами — непеременными звёздами, освещённость от которых ранее была многократно измерена с высокой точностью. Абсолютная звёздная величина (обозначается {\displaystyle M}) характеризует собственную светимость объекта и определяется как видимая звёздная величина, которую имел бы объект, если бы наблюдался с расстояния в 10 парсек.
Поскольку у реальных звёзд и других небесных тел распределение энергии в спектре может быть разным, то в зависимости от спектрального диапазона наблюдаемые освещённости от объектов могут соотноситься по-разному. По этой причине существуют разные системы звёздных величин: чаще всего используются звёздные величины, измеренные для фильтра V, полоса пропускания которого близка к таковой у человеческого глаза.
Так, например, видимая звёздная величина самой яркой звезды ночного неба, Сириуса, составляет −1,5m, а абсолютная — +1,4m. Для Солнца видимая звёздная величина составляет −26,8m, а абсолютная — +4,8m. Видимый блеск Венеры может достигать −4,4m. Принято считать, что невооружённым глазом при благоприятных условиях на ночном небе можно видеть точечные объекты с видимой звёздной величиной максимум +6m; более тусклые объекты можно наблюдать лишь с использованием оптических приборов (биноклей, телескопов и т. п.). Космический телескоп «Хаббл» способен наблюдать тусклые объекты до +30m.
Первоначально систему звёздных величин создал Гиппарх во II веке до н. э. как деление звёзд на 6 классов, от самых ярких до самых тусклых. При этом в силу закона Вебера — Фехнера освещённости от звёзд 1-й, 2-й и последующих звёздных величин оказались распределены в убывающей геометрической прогрессии, поэтому шкала имеет логарифмический вид. В 1857 году Норман Погсон предложил современную формулу, определяющую шкалу звёздных величин.

## Общие сведения
Звёздная величина — безразмерная числовая характеристика освещённости, создаваемой объектом (видимая звёздная величина) или его светимости (абсолютная звёздная величина). Применяется к небесным телам в астрономии, может указываться как m справа сверху от числа (от лат. magnitudo — «величина»), например, 5m (однако если указан диапазон спектра, то символ m обычно не указывают ― см. ниже). Шкала звёздных величин, то есть зависимость звёздной величины от яркости или светимости, имеет логарифмический вид, а чем ярче объект, тем ниже его звёздная величина. Отличие на 5 звёздных величин соответствует изменению яркости (светимости) в 100 раз, отличие на одну величину — в {\displaystyle {\sqrt[{5}]{100}}\approx 2{,}512} раза, а у наиболее ярких объектов звёздная величина отрицательна, поэтому для того, чтобы явно указать на положительную звёздную величину, иногда ставят плюс, например, +0,7m. Запись звёздной величины без знака допустима и также обозначает положительную звёздную величину. Логарифмический характер зависимости обусловлен особенностями восприятия человеческого глаза и историей создания шкалы (см. ниже). Звёздная величина может быть вычислена как для точечных, так и для протяжённых объектов: в последнем случае она характеризует полную освещённость, создаваемую объектом.

## Видимая звёздная величина
Видимая звёздная величина (обозначается как {\displaystyle m}) характеризует освещённость, создаваемую светилом. Она описывает восприятие яркости светила наблюдателем, что зависит не только от собственной светимости источника, но и от других условий, например, его удалённости от наблюдателя. Зависимость видимой звёздной величины от освещённости выражается формулой Погсона:
{\displaystyle m=-2{,}5\,\lg {\frac {E}{E_{0}}},}
где {\displaystyle E} — освещённость, создаваемая светилом, {\displaystyle E_{0}} — нуль-пункт шкалы, {\displaystyle \lg } — десятичный логарифм. Также можно связать отношение освещённостей от двух объектов {\displaystyle E_{1},E_{2}} и разность их звёздных величин {\displaystyle m_{1},m_{2}}:
{\displaystyle m_{1}-m_{2}=-2{,}5\,\lg {\frac {E_{1}}{E_{2}}},}
Можно записать эту же формулу в обратном виде:
{\displaystyle {\frac {E_{1}}{E_{2}}}=10^{-0{,}4(m_{1}-m_{2})}\approx 2{,}512^{-(m_{1}-m_{2})}.}
Таким образом, освещённости, создаваемые светилами с видимыми звёздными величинами {\displaystyle n} и {\displaystyle n+1}, отличаются в {\displaystyle 10^{-0{,}4}={\sqrt[{5}]{100}}\approx 2{,}512} раз; отличие звёздных величин на 5m соответствует отношению освещённостей ровно в 100 раз. Множитель 2,5 в предыдущих двух формулах для {\displaystyle m} и {\displaystyle m_{1}-m_{2}} — это точное значение, не имеющее отношения к {\displaystyle {\sqrt[{5}]{100}}}.
На практике звёздные величины обычно измеряются путём сравнения с эталонами — непеременными звёздами, для которых яркость ранее была многократно измерена с высокой точностью.

## Абсолютная звёздная величина
Абсолютная звёздная величина (обозначается {\displaystyle M}) — мера собственной светимости объекта: она не зависит от расположения наблюдателя и условий наблюдения. Она определяется как видимая звёздная величина, которую имел бы объект, если бы наблюдался с расстояния в 10 парсек (пк) в отсутствие межзвёздного поглощения (см. ниже).
Освещённость {\displaystyle E}, создаваемая светилом, обратно пропорциональна квадрату расстояния {\displaystyle r} до наблюдателя. Из этого можно получить связь между видимой и абсолютной звёздной величиной светила:
{\displaystyle {\frac {E(r)}{E(10~{\text{пк}})}}=\left({\frac {10~{\text{пк}}}{r}}\right)^{2},}
{\displaystyle m-M=-2{,}5\lg {\frac {E(r)}{E(10~{\text{пк}})}}=-2{,}5\lg \left({\frac {10~{\text{пк}}}{r}}\right)^{2},}
{\displaystyle m-M=5\lg \left({\frac {r}{10~{\text{пк}}}}\right).}
Величина {\displaystyle m-M} также называется модулем расстояния. Часто встречается следующий вид записи этой формулы, допустимый при условии, что {\displaystyle r} выражается в парсеках:
{\displaystyle m-M=5\lg r-5.}
Расстояние в парсеках следующим образом выражается через модуль расстояния:
{\displaystyle r=10^{0{,}2(m-M+5)}.}
Приведённые формулы верны в отсутствие межзвёздного поглощения (см. ниже).

### Абсолютная величина для тел Солнечной системы
Для тел Солнечной системы, кроме Солнца, — планет, астероидов и других объектов — абсолютную величину принято определять иным образом и обозначать {\displaystyle H}. Она определяется как видимая звёздная величина, которую бы имел объект, если бы находился на расстоянии в 1 а.е. от Солнца и от наблюдателя, с фазовым углом 0°, то есть в условиях, когда наблюдается освещённая половина объекта, ― описанная комбинация на практике недостижима. Для пересчёта видимой звёздной величины в абсолютную в этом случае необходимо не только учесть расстояния между объектом, Солнцем и наблюдателем, но и наблюдаемую фазу и зависимость видимой звёздной величины от фазы. Абсолютная величина, которая вычисляется по результатам наблюдений в разное время, может отличаться в зависимости от ориентации объекта в пространстве, например, если тело имеет форму, отличную от сферической, поэтому часто используют усреднённое значение.

## Системы звёздных величин

### Общие принципы
Разные приёмники излучения, в том числе человеческий глаз, улавливают не весь поток электромагнитного излучения от источника, а только его определённую часть и имеют разную чувствительность к свету с разной длиной волны. Распределение энергии в спектре у различных источников может отличаться, поэтому и при наблюдении в разных длинах волн соотношение видимых яркостей объектов будет различным. Поэтому для разных инструментов с разными оптическими фильтрами могут использоваться разные системы звёздных величин, определённые по различным эталонам, и у них может отличаться нуль-пункт.
Эта проблема возникла с развитием астрономической фотографии в XIX веке. Так, человеческий глаз наиболее чувствителен к излучению на длине волны около 550 нм, а фотоэмульсия, которая использовалась в астрономической фотографии, по сравнению с глазом более чувствительна к синему цвету и менее — к красному. Это приводило к тому, что видимая звёздная величина двух звёзд могла быть одинаковой при визуальных наблюдениях, но отличаться при фотографических, или наоборот: например, более голубые звёзды оказывались более яркими при фотографических наблюдениях. По этой причине появилось разделение на визуальную звёздную величину {\displaystyle m_{\text{v}}} и фотографическую {\displaystyle m_{\text{p}}}. В дальнейшем появилась возможность привести фотопластинки к полосе пропускания, близкой к таковой у человеческого глаза — связанная с ними система звёздных величин получила название фотовизуальной и обозначение {\displaystyle m_{\text{pv}}}.
Позже, приборы с зарядовой связью обеспечили гораздо более высокую точность измерения потоков излучения и лучшую стандартизацию, поэтому актуальными стали системы звёздных величин именно для них. Например, популярность получила фотометрическая система UBV (система Джонсона), разработанная в 1950-х годах, в которой определены три полосы пропускания: U, B и V (от англ. Ultraviolet, Blue, Visual), соответствующие ультрафиолетовому диапазону, синему и жёлтому цветам, позже эта система была расширена с добавлением красного и инфракрасного фильтров R и I (от англ. Red, Infrared). Полоса пропускания V очень близка к визуальной, а B — к фотографической. Этими же символами обозначаются и сами звёздные величины, и чаще всего используется звёздная величина {\displaystyle V} (также записывается как {\displaystyle m_{V}}). Нуль-пункт в этой системе установлен таким образом, чтобы звёзды спектрального класса A0 во всех полосах имели одну и ту же звёздную величину, а для Веги во всех полосах она равна +0,03.

#### Показатель цвета
Показателем цвета называют разность звёздных величин в двух разных полосах — различные показатели цвета характеризуют распределение энергии в спектре звезды. Широко употребимые показатели цвета ― B−V и U−B, то есть разность звёздных величин в фильтрах B и V, а во втором случае ― U и B. Система UBV определена таким образом, чтобы у звёзд спектрального класса A0 звёздная величина была одинакова во всех полосах, поэтому эти показатели цвета у таких звёзд равны нулю. Звёзды более ранних спектральных классов (O и B) имеют отрицательные показатели цвета B−V и U−B и более голубой цвет, у звёзд более поздних спектральных классов более красный цвет и показатели цвета положительны.

#### Болометрическая звёздная величина
В случае, когда измеряется поток энергии от объекта во всём электромагнитном спектре, говорят о болометрической звёздной величине {\displaystyle m_{\text{bol}}} (или, если речь об абсолютной звёздной величине, то {\displaystyle M_{\text{bol}}}). На практике измерение потока во всём электромагнитном спектре — сложная задача, поэтому часто используют понятие болометрической поправки {\displaystyle {\text{BC}}}, которая связывает визуальную звёздную величину (или в полосе V) и болометрическую (хотя вместо полосы V может использоваться и другая полоса).
Вид выражения для болометрической поправки имеет две альтернативных формы, при которых болометрические поправки отличаются знаком:
{\displaystyle {\text{BC}}=m_{\text{bol}}-V=M_{\text{bol}}-M_{V},}
{\displaystyle {\text{BC}}=V-m_{\text{bol}}=M_{V}-M_{\text{bol}},}
где {\displaystyle V} — видимая, а {\displaystyle M_{V}} — абсолютная звёздная величина в полосе V. Для определённости далее будет приниматься первая формула.
Помимо этого, до принятия в 2015 году резолюции B2 Международного астрономического союза в ходу были разные шкалы болометрической звёздной величины с различным нуль-пунктом. Согласно этой резолюции, в качестве нуль-пункта шкалы абсолютных болометрических звёздных величин принимается светимость ровно 3,0128⋅1028 Вт, а видимых — освещённость, которую создаёт изотропно излучающий источник на расстоянии в 10 парсек, что составляет около 2,518⋅10−8 Вт/м2. Нуль-пункт был выбран таким образом, чтобы абсолютная болометрическая звёздная величина Солнца была близка к +4,74m — широко используемое значение к моменту принятия резолюции.
Среди более ранних шкал в некоторых случаях принималось, что болометрическая поправка для Солнца равна нулю. В другой шкале болометрическая поправка была принята равной нулю для звёзд спектрального класса F5, которые излучают наибольшую долю энергии в видимом диапазоне: в этом случае болометрическая звёздная величина будет всегда на 0,07m ярче, чем если принимать {\displaystyle {\text{BC}}=0} для Солнца. Также в этом случае болометрическая поправка была всегда отрицательна или равна нулю (если принимать {\displaystyle {\text{BC}}=m_{\text{bol}}-V}), либо, если принимать {\displaystyle {\text{BC}}=V-m_{\text{bol}}}, то всегда положительна или равна нулю. Во всех случаях нуль-пункт шкалы болометрических звёздных величин ярче, чем нуль-пункт шкалы видимых звёздных величин: для всех звёзд какая-то часть излучения не попадает в видимый диапазон, даже для тех, для которых приравниваются {\displaystyle m_{\text{bol}}} и {\displaystyle V}.
Болометрическая поправка зависит от температуры звезды. Для звёзд солнечного типа она близка к нулю, в то время как для звёзд более ранних и более поздних спектральных классов отрицательна, так как более горячие звёзды излучают значительную долю энергии в ультрафиолетовом диапазоне, а более холодные ― в инфракрасном. Так, например, для звёзд спектрального класса B0 болометрическая поправка составляет −3,0m, для звёзд класса M0 ― −1,2m.

### Современные системы

#### Система Веги
Начиная с системы UBV, распространены шкалы звёздных величин, в которых за нуль-пункт для любой полосы принимается освещённость, которую в этой полосе создаёт Вега, то есть при таком определении звёздная величина Веги равна нулю в любой полосе. Однако у такой системы имеются и недостатки: в частности, распределение энергии в спектре Веги не плоское, особенно вне оптического диапазона, поэтому нет физического смысла приводить нуль-пункт во всех полосах именно к потоку от Веги.

#### Система AB
Более поздняя система звёздных величин AB (от англ. ABsolute) связывает нуль-пункт с определённым значением спектральной плотности потока излучения в любом спектральном диапазоне, а именно — приблизительно 3631 Ян. Более строго, звёздная величина {\displaystyle m_{\text{AB}}} на частоте {\displaystyle \nu } связана со спектральной плотностью потока {\displaystyle f_{\nu }} на этой частоте, выраженной в эрг/(с · см2 · Гц):
{\displaystyle m_{\text{AB}}=-2{,}5\lg f_{\nu }-48{,}60.}
Константа выбрана таким образом, чтобы у гипотетического источника излучения с {\displaystyle f_{\nu }}, постоянной для всех {\displaystyle \nu }, величина {\displaystyle m_{\text{AB}}} (одинаковая для всех {\displaystyle \nu }) равнялась величине {\displaystyle V}. Тогда {\displaystyle m_{\text{AB}}} равняется нулю при {\displaystyle f_{\nu }} около 3631 Ян = 3,63⋅10−20 эрг/(с · см2 · Гц), что соответствует спектральной плотности потока энергии от Веги на длине волны 5546 ангстрем. Так, например, фотометрическая система ugriz, используемая в обзоре SDSS, основана на системе AB. В фотометрической системе космического телескопа Gaia применяется нуль-пункт как в системе AB, так и в системе Веги.

#### Система ST
В системе ST (также STMAG) нуль-пункт связан с плотностью потока энергии на единицу длины волны, а не частоты, как в системе AB. Нуль-пункт соответствует спектральной плотности потока 3,63⋅10−9 эрг/(с · см2 · Å). Звёздная величина {\displaystyle m_{\text{ST}}} на длине волны {\displaystyle \lambda } связана со спектральной плотностью потока {\displaystyle f_{\lambda }} на этой длине волны, выраженной в эрг/(с · см2 · Å):
{\displaystyle m_{\text{ST}}=-2{,}5\lg f_{\lambda }-21{,}10.}
Эта система используется, например, в фотометрических данных телескопа Хаббл. Для перевода между системами ST и AB можно использовать следующее соотношение:
{\displaystyle \lambda \cdot f_{\lambda }=\nu \cdot f_{\nu },}
следовательно,
{\displaystyle f_{\nu }=f_{\lambda }{\frac {\lambda }{\nu }}=f_{\lambda }{\frac {\lambda ^{2}}{c}},}
где {\displaystyle c} — скорость света.

## Звёздные величины некоторых объектов
В следующей таблице приведены видимые звёздные величины {\displaystyle m_{V}} для некоторых небесных тел, а также абсолютные звёздные величины {\displaystyle M_{V}} для некоторых объектов. Для объектов Солнечной системы приведена звёздная величина, соответствующая наибольшей возможной яркости.
| Объект                                                       | {\displaystyle m_{V}} | {\displaystyle M_{V}} |
| ------------------------------------------------------------ | --------------------- | --------------------- |
| Солнце                                                       | −26,7                 | +4,8                  |
| Луна (в полнолунии)                                          | −12,7                 |                       |
| Венера                                                       | −4,7                  |                       |
| Юпитер                                                       | −2,7                  |                       |
| Меркурий                                                     | −2,2                  |                       |
| Марс                                                         | −2,0                  |                       |
| Сириус                                                       | −1,46                 | +1,5                  |
| Вега                                                         | +0,03                 | +0,6                  |
| Бетельгейзе                                                  | +0,50                 | −5,0                  |
| Сатурн                                                       | +0,7                  |                       |
| Полярная                                                     | 2,0                   | −4,6                  |
| Галактика Андромеды                                          | 3,4                   | −21,1                 |
| Ганимед                                                      | 4,6                   |                       |
| Уран                                                         | 5,5                   |                       |
| Предельная величина объектов, видимых невооружённым глазом   | ~6                    |                       |
| Нептун                                                       | 7,8                   |                       |
| Галактика Сомбреро                                           | 8,1                   | −22                   |
| Титан                                                        | 8,3                   |                       |
| Проксима Центавра                                            | 11,01                 |                       |
| Плутон                                                       | 15,1                  |                       |
| Предельная величина объектов, наблюдаемых телескопом «Хаббл» | 30                    |                       |

## Связанные понятия

### Поверхностная яркость
Поверхностная яркость {\displaystyle I} — величина, используемая в астрономии при исследовании протяжённых объектов, таких как галактики. Она также часто выражается при помощи системы звёздных величин, например, в звёздных величинах с квадратной секунды дуги (обозначение: m/☐′′). Если обозначить {\displaystyle \mu } как поверхностную яркость, выраженную в звёздных величинах на единицу телесного угла, связь {\displaystyle \mu } и {\displaystyle I} имеет вид {\displaystyle \mu =-2{,}5\lg I+{\text{const}}}. Так, например, в фильтре B типичное значение поверхностной яркости в центре спиральных галактик составляет 22m на квадратную секунду дуги. Поверхностная яркость фона ночного неба в зените при хороших условиях наблюдения может составлять 22,5—23m на квадратную секунду дуги.

### Влияние межзвёздного и атмосферного поглощения
Поглощение света в атмосфере Земли частицами пыли и некоторыми молекулами приводит к ослаблению видимого блеска небесных тел и зависит различных условий. Относительная толщина атмосферного слоя, через который проходит луч света, с учётом плотности атмосферы, называется воздушной массой; она влияет на величину ослабления и зависит от высоты светила над горизонтом (в зените воздушная масса равна единице), поэтому меняется в течение суток. Кроме того, свет на разных длинах волн поглощается по-разному: в оптическом диапазоне сильнее всего поглощается синяя и фиолетовая части спектра. Типичное значение поглощения единичной воздушной массой в фильтре V составляет 0,2m. Для того, чтобы корректно сравнивать различные наблюдения, делается поправка на атмосферное поглощение: его измеряют, наблюдая объекты на разной высоте над горизонтом и в различных фильтрах, и в каталогах приводят исправленную величину.
Наличие межзвёздной пыли в диске Галактики также приводит к межзвёздному поглощению. Проходя через пылевую среду, свет частично поглощается и видимая звёздная величина светила оказывается слабее, чем была бы в отсутствие поглощения; при неучёте этого эффекта его абсолютная звёздная величина светила будет недооценена. С учётом поглощения связь между видимой и абсолютной звёздной величиной (см. выше) принимает вид:
{\displaystyle m-M=5\lg \left({\frac {r}{10~{\text{pc}}}}\right)+A,}
где {\displaystyle A\geq 0} — межзвёздное поглощение. Его величина для одного и того же объекта зависит от длины волны: в более коротких волнах поглощение сильнее. Пусть объект наблюдается в фильтрах B и V; его абсолютные звёздные величины в этих фильтрах — {\displaystyle M_{B}} и {\displaystyle M_{V}} соответственно, а межзвёздное поглощение в этих фильтрах — {\displaystyle A_{B}} и {\displaystyle A_{V}}. Тогда наблюдаемый показатель цвета {\displaystyle B-V} выражается так:
{\displaystyle B-V=M_{B}-M_{V}+A_{B}-A_{V}=(B-V)_{0}+E_{B-V},}
где {\displaystyle (B-V)_{0}=M_{B}-M_{V}} — собственный показатель цвета, который бы наблюдался в отсутствие поглощения, а {\displaystyle E_{B-V}=A_{B}-A_{V}} — избыток цвета. Иными словами, межзвёздное поглощение приводит также к межзвёздному покраснению. В фильтрах B и V для различных звёзд наблюдается следующее соотношение между поглощением и избытком цвета: {\displaystyle A_{v}/E_{B-V}\approx 3{,}0}.
Если оптическая толщина среды постоянна вдоль луча зрения, то {\displaystyle A} пропорционально пройденному расстоянию: {\displaystyle A=ar}, где {\displaystyle a} — поглощение на единицу расстояния. Поскольку пыль в нашей Галактике распределена в слое с относительно небольшой толщиной, около 100 парсек, межзвёздное поглощение сильно зависит от направления. Так, для полосы V принимают, что в плоскости диска Галактики среднее поглощение составляет около 2m на килопарсек. В то же время в направлении вблизи галактических полюсов полное поглощение может составлять меньше 0,1m вдоль всего луча зрения, вне зависимости от расстояния.

### Диаграмма Герцшпрунга — Рассела
Диаграмма Герцшпрунга — Рассела широко используется для представления зависимости между абсолютной звёздной величиной и спектральным классом звёзд, или другими величинами, тесно связанными с этими параметрами; например, вместо спектрального класса может использоваться показатель цвета. Неравномерное распределение наблюдаемых звёзд на этой диаграмме отражает особенности их образования и эволюции.

## Происхождение шкалы звёздных величин
Понятие звёздной величины впервые использовал Гиппарх в II веке до н. э. для сравнительной глазомерной оценки видимой яркости звёзд. Он разделил видимые невооружённым глазом звёзды на 6 «величин» в зависимости от их яркости: к 1-й величине были отнесены самые яркие звёзды, к 6-й — самые тусклые.
Согласно психофизическому закону Вебера — Фехнера, человеческие органы чувств, в том числе и глаз, передают ощущения в нелинейной зависимости от внешнего раздражения. Если воздействие изменяется в геометрической прогрессии, то ощущение передаётся в арифметической прогрессии, поэтому и освещённости, создаваемые звёздами 1-й, 2-й и последующих звёздных величин, оказались распределены в геометрической прогрессии. Иными словами, отклик на возмущение зависит от него логарифмически, и, например, если освещённости, создаваемые тремя звёздами, относятся как 1:10:100, то визуально покажется, что между первой и второй звёздами такое же отличие по яркости, как между второй и третьей.
В середине XIX века были проведены измерения энергии излучения, приходящего от звёзд. Выяснилось, что в системе Гиппарха разность в 5 звёздных величин грубо соответствует отношению освещённостей в 100 раз. В 1857 году Норман Погсон предложил принять это соотношение как основу шкалы звёздных величин; таким образом она приняла современный вид. Тем не менее предположения о том, что шкала звёздных величин имеет логарифмический характер, выдвигались и ранее: в частности, об этом упоминали Эдмунд Галлей в 1720 году и Джон Гершель в 1829-м.
Современное определение звёздной величины (см. выше) изначально предложил Якобус Каптейн в 1902 году. Это понятие получило популярность после того, как в 1911 году Эйнар Герцшпрунг опубликовал диаграмму «абсолютная звёздная величина — показатель цвета», которая позднее стала известна как диаграмма Герцшпрунга — Рассела. В 1922 году Международный астрономический союз утвердил это определение абсолютной звёздной величины.
С развитием фотоэлектрических приборов в фотометрии в 1950-х годов появлялись стандартизированные системы звёздных величин, начиная с системы UBV Джонсона: сначала она была разработана для оптического диапазона, а затем, к 1966 году, была расширена в инфракрасную часть спектра. По мере того как ПЗС-матрицы вытесняли остальные приёмники излучения в астрономии, потребовалась некоторая адаптация систем и методов, в частности, стандартизация приёмников излучения.

### Комментарии
1. ↑  Типичное значение для наблюдателей с нормальным зрением в хороших условиях наблюдения. Реальный предел значительно зависит от условий наблюдения.